# Osiedle Bacieczki, Białystok

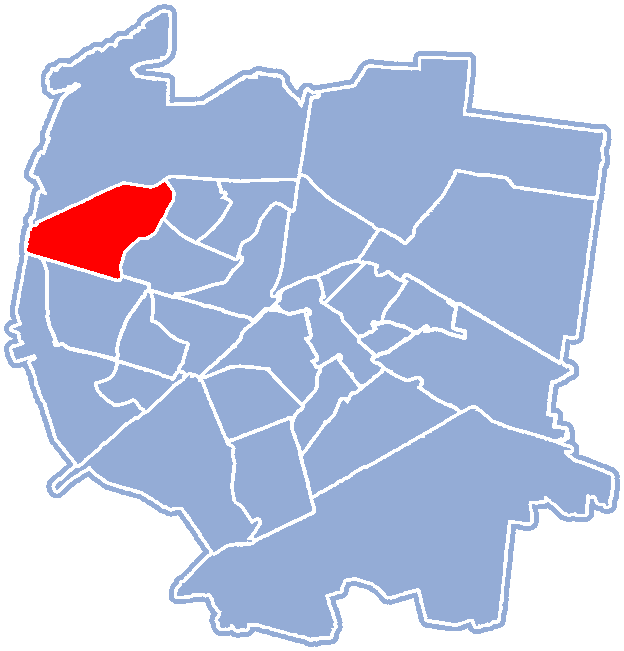
Vị trí của Osiedle Bacieczki

Bacieczki là một trong những quận của thành phố Białystok ở Ba Lan. Độ cao là 511 foot (156 m).